# Orbost
Orbost ist eine Stadt im östlichen Gippsland im australischen Bundesstaat Victoria, 275 km östlich von Melbourne und 235 km südlich von Canberra. In Orbost überquert der Princes Highway den Snowy River. Orbost liegt ca. 16 km von der Küste der Bass-Straße entfernt. Laut der australischen Volkszählung von 2016 hat die Stadt 2014 Einwohner. Orbost ist ein Zentrum für Rinderhaltung, Milchviehhaltung und Holzverarbeitung. In der letzten Zeit spielt der Tourismus eine zunehmende Rolle, da die Stadt die größte Siedlung in der Nähe der Nationalparks Snowy River, Alpine, Errinundra und Croajingolong, sowie des Cape Conran Coastal Parks ist. Eine Besonderheit ist, dass es in Orbost grundsätzlich nach 20:00 Uhr kein Restaurant oder Lebensmittelgeschäft mehr geöffnet hat.

## Geschichte
Peter Imlay gründete 1842 die Snowy River Station für die Viehhaltung und sein Bruder die nahegelegene Station in Newmerella. 1845 wurde das Land an Norman McLeod verkauft, der es nach der Orbost Farm im Nordwesten der schottischen Isle of Skye benannte.
Gold wurde in den 1850er-Jahren im Gebiet von Bendoc in den Bergen nordöstlich von Orbost, nahe der Grenze zu New South Wales, entdeckt und sorgte für Einwanderung in diesen Verwaltungsbezirk. Um 1868 soll es ca. 500 Goldschürfer und Goldgräber in der Nähe von Bendoc gegeben haben.
Die Familie Cameron siedelte sich 1876 auf der fruchtbaren alluvialen Flussebene an und in der Folge kamen viele weitere Siedler, vornehmlich Einwanderer aus Schottland. Das Postamt wurde am 1. Dezember 1880 eröffnet und hieß zunächst Neumerella. 1883 wurde es in 'Orbost' umbenannt. In Newmerella wurde 1889 ein neues Postamt eröffnet, 1897 wieder geschlossen und 1921 wiedereröffnet.
1890 wurde Orbost zur Stadt erhoben, eine Brücke über den Snowy River gebaut und ein Telegrafenamt eingerichtet. Sägemühlen entstanden in der Gegend und 1882 wurde die erste Charge gesägter Bretter in Orbost ausgeliefert. Ende der 1890er-Jahre wurde Holz regelmäßig nach Melbourne geliefert, wobei die Küstenschiffe den Snowy River nach Orbost hinauffuhren. Die Eisenbahnverbindung nach Melbourne kam 1916 und begünstigte die Ansiedlung weiterer landwirtschaftlicher Betriebe weiter oben im Flusstal, sowie die Ausbeutung ursprünglicher Hartholzwälder zur Gewinnung von Bauholz und Eisenbahnschwellen.
Das ganze 20. Jahrhundert hindurch war Orbost ein recht erfolgreiches Mittelzentrum für die Wald- und Landwirtschaft und versorgte kleinere Ansiedlungen in der Gegend. In den 1950er- und 1960er-Jahren siedelten sich neue Sägemühlen zur Nutzung der ursprünglichen Wälder im Norden und Osten von Orbost an. In den 1980er-Jahren aber erkannte man in der Ausbeutung dieser Urwälder in East Gippsland ein Umweltproblem. Dies führte zur Anlage oder Ausweitung von Nationalparks und zu einem stetigen Niedergang der Waldwirtschaft und Holzverarbeitung. Der allgemeine Niedergang der Region und ihrer Wirtschaft führte zur Schließung der Eisenbahnstrecke Mitte der 1980er-Jahre und die Einwohnerzahl von Orbost fiel von rund 4000 auf rund 2000 Anfang des 21. Jahrhunderts. Weiterhin waren 2004 und 2005 Holzeinschlag und Waldwirtschaft ein großes Problem im Goolengook-Tal in der Nähe des Errinundra-Nationalparks.
Das Snowy-Mountains-System sorgte für die Ableitung des Wassers vom Snowy River zum Murray River und Murrumbidgee River, sowie den angeschlossenen Verteilersystemen. In den 1990er-Jahren war der niedrige Wasserstand des Snowy River ein großes Problem und begründete eine politische Kampagne, die die Erhöhung des Wasserabflusses vom Stausee bei Jindabyne forderte. Der parteilose Kandidat Craig Ingram wurde 1999 und nochmals 2002 ins Parlament von Victoria gewählt und beteiligte sich an einer Arbeitsgruppe, die für einen größeren Wasserabfluss in den Snowy River sorgte.
Die kleinen Farmersiedlungen Bendoc, Bonang und Tubbut liegen nordöstlich von Orbost. Delegate in New South Wales ist die nächste Stadt von Orbost aus.

## Sportvereine
Im Australian Football ist die Stadt durch die Orbost-Snowy Rovers repräsentiert, die in der East Gippsland Football League spielen.
Orbost hat auch einen Hockeyclub mit einem Herren-, einem Damen- und einem Juniorteam, die in der East Gippsland Hockey Association spielen.
Golfer spielen im Orbost Golf Club am Bonang Highway.

## Veranstaltungen und Schulen
Die Nationalparks sind Thema solcher Veranstaltungen wie dem The Wilderness Bike Ride, einer Radtour, die von Orbost gemanagt wird und 2004 als beste Veranstaltung des regionalen Tourismus in East Gippsland gewählt wurde.
Das Gebiet Orbost hat vier staatliche Grundschulen, eine katholische Grundschule und das staatliche Orbost Secondary College. Die Stadt besitzt auch einen Flughafen, YORB (RBS).

## Bekannte Einwohner
- Percival Bazeley, Wissenschaftler
- Richard Dalla-Riva, Politiker
- Jennifer Hansen, Fernsehmoderatorin
- Sarah Hanson-Young, Politikerin
- Nick Heyne, Footballspieler beim Verein St. Kilda
- Craig Ingram, Politiker
- Charlie Lynn, Politiker
- Molly Meldrum, Musikkritiker, Journalist, Fernsehmoderator
- Peter Nixon, Politiker
- Lindsay Tanner, Politiker
- Michael Voss, früherer Footballspieler, z. Z. Trainer der ‘’Brisbane Lions’’

## Klima
|                       | Jan  | Feb  | Mär  | Apr  | Mai  | Jun  | Jul  | Aug  | Sep  | Okt  | Nov  | Dez  |   |       |
| Mittl. Tagesmax. (°C) | 26,0 | 25,7 | 24,1 | 21,2 | 18,1 | 15,6 | 15,1 | 16,6 | 18,1 | 20,0 | 22,0 | 23,5 | ⌀ | 20,5  |
| Mittl. Tagesmin. (°C) | 13,7 | 13,5 | 12,0 | 9,3  | 7,3  | 5,4  | 4,4  | 4,9  | 6,6  | 8,2  | 10,4 | 12,0 | ⌀ | 9     |
|                       |      |      |      |      |      |      |      |      |      |      |      |      |   |       |
| Niederschlag (mm)     | 57,5 | 60,1 | 58,7 | 76,1 | 64,1 | 82,1 | 70,5 | 51,3 | 75,8 | 71,9 | 82,6 | 82,9 | Σ | 833,6 |
|                       |      |      |      |      |      |      |      |      |      |      |      |      |   |       |
| Regentage (d)         | 10,2 | 8,7  | 10,5 | 10,3 | 11,6 | 12,8 | 13,4 | 13,7 | 14,0 | 13,2 | 12,5 | 11,9 | Σ | 142,8 |

| 13,7 |

| 13,5 |

| 12,0 |

| 9,3 |

| 7,3 |

| 5,4 |

| 4,4 |

| 4,9 |

| 6,6 |

| 8,2 |

| 10,4 |

| 12,0 |

| 13,7 |

| 13,5 |

| 12,0 |

| 9,3 |

| 7,3 |

| 5,4 |

| 4,4 |

| 4,9 |

| 6,6 |

| 8,2 |

| 10,4 |

| 12,0 |